# Exèrcit de Resistència del Senyor
L'Exèrcit de Resistència del Senyor (Lord's Resistance Army, LRA) és un grup militar que va néixer en oposició al president Yoweri Museveni d'Uganda. Està dirigit per Joseph Kony i el formen majoritàriament membres de l'ètnia acholi.
Els Acholi són només el 4% de la població d'Uganda, i pràcticament tots són catòlics. Durant la dictadura d'Idi Amin Dada van patir el genocidi pel seu suport a Milton Obote, rival d'Amin. Quan finalment Obote va tornar al poder amb ajut dels tanzans, els acholi de l'exèrcit vencedor va cometre matances a la regió de la que Amin era natural (la província del Nil Occidental). Finalment els militars d'origen acholi van prendre el poder enderrocant a Obote el juliol de 1985, però foren derrotats per la guerrilla de Yuweri Museveni el 1986 i van haver de fugir cap al nord del país.
El principal moviment que pretenia dirigir aquests fugitius fou la UPDM (Uganda People's Democratic Movement) dirigida pel general Tito Okello, però el moviment va desaparèixer a la mort del general el 1990, quan el seu successor, Eric Otema Allimadi, va pactar amb el govern. Llavors un petit grup, la UDCA (Uganda Democratic Christian Army) va esdevenir la principal oposició.
La UDCA eren les restes d'un exèrcit de fanàtics que es van revoltar contra Museveni el 1987, dirigits per Alice Lakwena i el seu cosí Joseph Kony. Aquest va adoptar tàctiques de guerrilla i va seguir la lluita. El 1991 la LRA va perdre prop de tres mil combatents, i a l'any següent encara un nombre més gran. El 1994 es van produir converses amb el govern que van fracassar i la UDCA va augmentar els seus atacs. Uganda va acusar al Sudan de donar suport als rebels.
El 1995 la UDCA va pagar el nom d'Exèrcit de Resistència del Senyor (Lord's Resistence Army, LRA). A finals del 1995 l'Exèrcit d'Alliberament del Poble Sudanès, aliat d'Uganda, va atacar al LRA i li va causar algunes derrotes als seus camps a Sudan, però el febrer de 1996 la LRA va reprendre les seves activitats militars. El 1998 i 1999 les seves operacions militars, sovint de notable crueltat, es van ampliar. Uganda va utilitzar als seus aliats del Sud del Sudan per lluitar contra el grup.
Quan va esclatar la guerra civil a la República Democràtica del Congo, Laurent Kabila va donar suport al LRA, mentre Uganda afavoria a algunes de les faccions congoleses. La tensió va romandre fins després de l'11 de setembre del 2001, quan les relacions entre Uganda i Sudan van canviar.
El març del 2002 l'exèrcit ugandès o Forces de Defensa del Poble d'Uganda (UPDF) va iniciar una ofensiva coneguda com a "Operation Iron Fist", al sud del Sudan, amb l'autorització del National Islamic Front. Al mateix temps les forces ugandeses al Congo es van retirar. Però el LRA va reprendre els atacs a Uganda al caps d'uns mesos, augmentant la seva brutalitat. Museveni va portar al grup davant la Cort Penal Internacional (International Criminal Court, ICC) per determinar si era culpable de crims de guerra. El 2005 el ICC va emetre ordes internacional de detenció contra els cinc principals caps del LRA.
El 2004 les lluites seguien i el govern ugandès no podia posar fi al conflicte. El 2005 les forces de la LRA operaven al Congo. Les forces de la LRA es van reduir a uns dos mil homes per la pressió dels ugandesos, i certes diputes internes (el segon comandant, Vincent Otti, va morir el 3 de novembre del 2007 en la lluita pel poder amb Kony). El juliol del 2006 es van obrir converses a Juba (Sudan) entre Uganda i la LRA i el 26 d'agost del 2006 es va signar una treva que es va fer efectiva el setembre; després van seguir peticions i contra peticions però l'afer principal sembla la manca de garanties sobre la situació dels caps de la guerrilla en relació al ICC, cosa que ha fet per ara impossible l'acord definitiu.
En 2011 Barack Obama va enviar 100 soldats per intentar la captura de Joseph Kony, sense èxit, i en 2017 es van retirar en considerar que el grup estava tan afeblit, amb un centenar de combatents, que ja no representava una amenaça.

## Bandera
S'utilitzaven als anys noranta banderes blanques amb una (o més d'una) creu, probablement blava; no consta que fos la bandera oficial de la UDCA.
La bandera de la LRA és probablement horitzontal groc sobre vermell, ja que els guerrillers porten cintes i medalles amb aquestos colors

## Ús de nenes
Aquest exèrcit empra nenes soldat. També se sap que han tingut nenes com a esclaves sexuals amb una comandant assignada.